# حديقة حيوان سان فرانسيسكو
حديقة حيوانات سان فرانسيسكو (بالإنجليزية: San Francisco Zoo)‏ هي حديقة حيوانات تبلغ مساحتها 40 هكتارًا تقع في الركن الجنوبي الغربي من سان فرانسيسكو، كاليفورنيا بين بحيرة ميرسيد والمحيط الهادئ على طول الطريق السريع اكبير.الحديقة هي مؤسسة عامة تديرها جمعية سان فرانسيسكو لعلم الحيوان (بالإنجليزية: San Francisco Zoological Society)‏ غير الربحية. منظمة بوجب المادة 501 (سي)(3) اعتبارًا من عام 2016، ضمت حديقة الحيوانات أكثر من ألف حيوان فردي، تمثل أكثر من 250 نوعًا. يشار إلى أنها مسقط رأس الغوريلا كوكو، ومنذ عام 1974، كانت موطن إيلي، أقدم وحيد القرن الأسود في أمريكا الشمالية.
يقع المدخل الرئيسي لحديقة الحيوان (أحدهما يقع على الجانب الشمالي عبر شارع سلوت وكتلة واحدة جنوب خط مترو موني إل ترافال) إلى الغرب، على جانب المحيط.

## التاريخ
أطلق عليها في الأصل اسم حديقة حيوانات فليشاكير على اسم مؤسسها، المصرفي ورئيس لجنة حدائق سان فرانسيسكو هربرت فليشاكير ‏، بدأ التخطيط للبناء في عام 1929، في الموقع المجاور لما كان في السابق أكبر مسبح في الولايات المتحدة، بركة فليشاكير ‏. كانت المنطقة أيضًا موطنًا لحديقة حيوانات وملعب للأطفال، وهي عبارة عن دوامة خيل أصلية لمايكل دنتزل / ماركوس إيليونز ‏ (حوالي عام 1921)، ومبنى الأم ‏، وهو صالة للنساء وأطفالهن.كانت معظم المعروضات مأهولة بالحيوانات المنقولة من حديقة غولدن غيت، بما في ذلك حمارين وحشيين، وجاموس الرأس، وخمسة قرود ريسوس، وسعدان عنكبوتي، وثلاثة أفيال (فرجينيا، ومارجوري، وباب).كلفت المعروضات الأولى التي بنيت في ثلاثينيات القرن الماضي 3.5 مليون دولار، والتي تضمنت جزيرة القرد، وبيت الأسد، وبيت الفيل، ومغارة ثدييات صغيرة، وطيور، وكهوف دب. كانت هذه العبوات الفسيحة ذات القاعة من بين أولى المعروضات الخالية من الحانات في البلاد.في عام 1955، اشترت إحدى الصحف المحلية في سان فرانسيسكو بيبي، وهي أنثى فيل آسيوي، وتبرعت بها إلى حديقة الحيوانات بعد أن تبرع العديد من الأطفال ببنساتهم النقدية، والنيكل، والدايمات لشرائها.على مدار الأربعين عامًا التالية، أصبحت جمعية علم الحيوان مصدرًا قويًا لجمع التبرعات لحديقة حيوان سان فرانسيسكو، تمامًا كما كان يأمل فليشاكير عندما تصوره: «... مجتمع علم الحيوان مماثل لتلك التي أُنشأت في مدن كبيرة أخرى. ستساعد جمعية علم الحيوان المتنزهات عمولة في اقتناء الحيوانات النادرة وتشغيل حديقة الحيوان.»، مارست الجمعية طبقًا لميثاقها تأثيرها على الفور على حديقة حيوانات، وحصلت على أكثر من 1300 عضوية سنوية في سنواتها العشر الأولى (ما يقرب من 25000 اليوم). كما قامت بتمويل مشاريع مثل تجديد حديقة حيوانات الأطفال في عام 1964، وتطوير المشهد الأفريقي في عام 1967، وشراء المعدات الطبية لمستشفى حديقة الحيوان الجديد في عام 1975، وإنشاء مركز حماية الطيور في عام 1978.
في نوفمبر 2004، نُقل تينكربيل، آخر فيل آسيوي في لحديقة حيوانات سان فرانسيسكو، إلى ARK 2000، وهي محمية تديرها جمعية رعاية الحيوان المؤدية إلى PAWS الواقعة في سفوح جبال سييرا نيفادا.وانضم إليها لاحقًا الفيل الأفريقي لولو في مارس 2005، وهو آخر فيل معروض في حديقة حيوانات. جاءت هذه التحركات في أعقاب وفاة كالي البالغة من العمر ثمانية وثلاثين عامًا في مارس 2004 ومايبيل البالغ من العمر 43 عامًا في الشهر التالي.
في أوائل عام 2006، أعلنت حديقة حيوانات سان فرانسيسكو عن عرضها لتسمية نسر أصلع أمريكي قريبًا على الفقس على اسم الممثل الكوميدي ستيفن كولبير. كانت الدعاية والنوايا الحسنة التي تم الحصول عليها من تغطية الحدث في تقرير كولبير بمثابة مكسب غير متوقع لحديقة الحيوان ومدينة سان فرانسيسكو. ولد ستيفن جونيور في 17 أبريل 2006.

## الحيوانات والمعارض
يتجول الطاووس الهندي بحرية في حديقة الحيوان. تحتوي حديقة الحيوانات أيضًا على نحام تشيلي

### المنطقة الأفريقية

#### ليان ب.روبرتس السافانا الأفريقية
- حمار زرد غرانت
- كود أكبر
- نعامة
- Reticulated giraffe
- كركي متوج
- كركي متوج رمادي

#### القفص الأفريقي
- شقراق أزرق البطن
- أبو منجل حدادة
- رأس المطرقة
- Long-tailed glossy starling
- أبو منجل ناسك

#### محمية غوريلا عائلة جونز
- غوريلا السهول الغربية

### مركز اكتشاف الرئيسيات Doelger
- عقاب رخماء
- سيفاكا كوكريلي
- François' langur
- ميمون أبو الهول

#### ليبمان فاميلي ليمور فورست
- ليمور مطوق أسود وأبيض
- ليمور أسود ذو العينين الزرقاء
- ليمور متوج
- ليمور أحمر البطن
- ليمور ذو واجهة حمراء
- ليمور مطوق أحمر
- ليمور حلقي الذيل

### ممر القردة العليا
- شمبانزي شائع
- إنسان الغاب البورنيوي

### مملكة القط
- أسد أفريقي
- وشق أحمر
- Eastern black rhinoceros
- بونغو
- قط سماك
- وحيد قرن هندي
- تنين كومودو
- قضاعة الأنهار الشمالية
- فرس النهر القزم
- نمر الثلوج
- ببر سومطري
- شره

#### جزيرة البطريق
- بطريق ماجلاني

### تريل نائية
- Common wallaroo
- إيمو
- كوالا
- كنغر أحمر
- شبنم جنوبي

### أمريكا الجنوبية

#### بوينتي آل سور
- إوز أسود العنق
- آكل النمل الكبير
- رية كبرى
- غوناق
- مكاو أحمر أخضر
- White-faced whistling duck

#### الطيور والغابات الاستوائية المطيرة في أمريكا الجنوبية
- Amazon tree boa  [لغات أخرى]‏
- أبو منجل أبيض أمريكي
- مكاو أزرق الرأس
- غوان أزرق الحنجرة
- بط بري أزرق الجناحين
- أصلة عاصرة
- Crested oropendola
- أركاري مكزبر العرف
- ضفدع السهم السام
- أصلة الشجر الزمردية
- Golfodulcean poison frog
- قراز كبير
- أناكوندا خضراء
- الضفدع السام الأخضر والأسود
- إغوانة سوداء الصدر
- كسلان جنوبي
- Northern caiman lizard
- ضفدع ذهبي
- Plumed basilisk
- ضفدع الشجر أحمر العينين
- سلحفاة حمراء القدم
- ببغاء الأمازون أحمر الذيل
- أبو ملعقة وردي
- بطة مغراء
- أبو منجل قرمزي
- Smoky jungle frog

### بلد الدب
- دب أسود أمريكي
- البجعة الأمريكية البيضاء
- بيكاري تشاكواني
- دب رمادي
- ذئب مكسيكي
- بجع رمادي

### منطقة الاستكشاف
- كلب المروج أسود الذيل
- Kunekune
- سرقاط
- باندا أحمر
- أجوتي برازيلي
- ببغاء الحب وردي الوجه
- بوم النظارة

## حوادث السلامة ونفوق الحيوانات

### هجمات نمر 2007

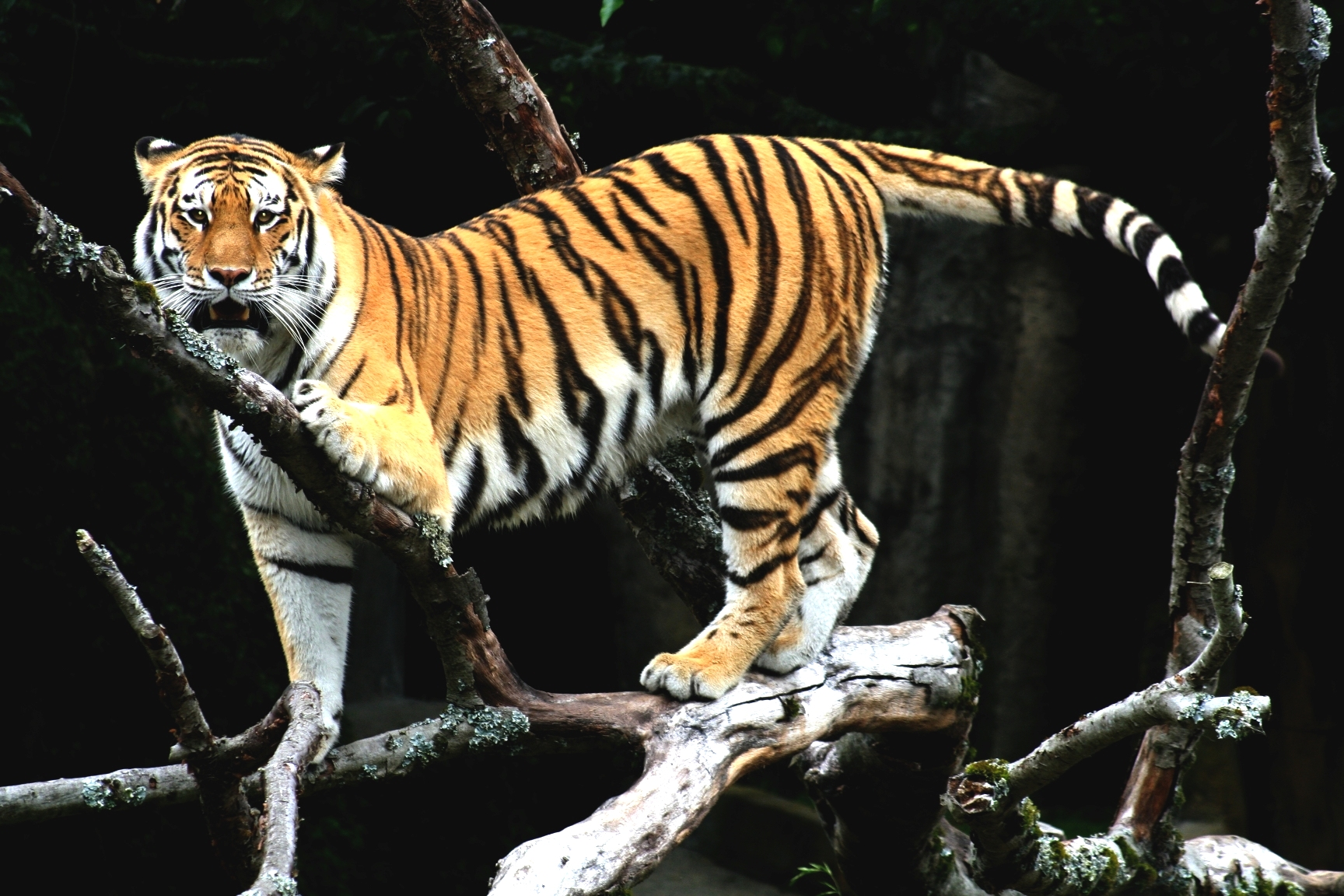
تاتيانا، نمر سيبيري هربت من قفصها وهاجمت ثلاثة أشخاص وقتلت واحدًا.

في 22 كانون الأول (ديسمبر) 2006، هاجمت تاتيانا، النمر السيبيري ذو 242 رطلاً حارس حديقة الحيوانات لوري كوميان، مما تسبب في دخول الحارس المستشفى لعدة أسابيع بسبب تمزق أطرافه والصدمة. نتيجة لذلك، أغلق منزل الأسد لمدة عشرة أشهر. وجد قسم السلامة والصحة المهنية في كاليفورنيا أن حديقة الحيوان مسؤولة عن إصابات الحارس، وغرمت حديقة الحيوان، وأمرت بإدخال تحسينات على السلامة.
في 25 ديسمبر / كانون الأول 2007، هربت نفس النمر من مغارة وهاجمت ثلاثة من زوار حديقة الحيوانات بعد أن سخر منها الزائرون وضربوها بالعصي وأكواز الصنوبر. قُتل كارلوس سوزا ذو 17 عامًا، من سان خوسيه، في مكان الحادث، بينما تعرض ساخر آخر للهجوم ونجا. وقُتلت النمر برصاص الشرطة بينما كانت تختبئ في الطبيعة بعد الهجوم. ولم تهرب ثلاثة نمور أخرى مشاركة في مغارة تاتيانا. وصلت تاتيانا إلى حديقة حيوان سان فرانسيسكو من حديقة حيوانات دنفر في 2005، على أمل أن تتزاوج. ("تاتيانا" هذه ليست هي نفسها التي تمت تكاثرها بنجاح في حديقة حيوان تورنتو ‏). وفقًا لجمعية حدائق الحيوان وحدائق الأحياء المائية، فإن الهجوم هو أول وفاة للزائر بسبب هروب حيوان في حديقة حيوان عضو في تاريخ المنظمة.

### حوادث أخرى
في أكتوبر / تشرين الأول 2020، قُبض على رجل يبلغ من العمر 30 عامًا عندما سرق ليمور حلقي الذيل المهدّد بالانقراض يُدعى ماكي. اتهم في يوليو 2021 بانتهاك قانون الأنواع المهددة بالانقراض. ويواجه غرامات قدرها 50 ألف دولار وسجن قد يصل إلى عام واحد. عُثر على ماكي في اليوم التالي لاختطافه في ملعب في مدينة دالي وأُعيد إلى حديقة الحيوان.

## عمليات الانقاذ
أُنقذ دبين أسودين من اليتم في ألاسكا. عُثر على الذكر على أطراف المدينة بالقرب من فالديز في مايو 2017 وعُثر على الشبل الأنثى بالقرب من جونو (ألاسكا) في يونيو 2017. حددت دائرة الأسماك في ألاسكا وغايم ‏ كلا الشبلين بلا أم وأُحضرا إلى حديقة حيوانات ألاسكا ‏ وأُعيد تأهيلهما صحيًا. في عام 2017، كان لدى حديقة حيوانات ألاسكا عدد أكبر من أشبال الدببة اليتيمة أكثر من أي وقت مضى، بسبب إلغاء لوائح صيد الدببة من قبل إدارة ترامب، والتي سمحت بصيد الدببة السباتية في أوكارها. قال السيد لامبي. أُحضرت الدببة إلى حديقة حيوان سان فرانسيسكو في عام 2017 وأُعيد تعيين موطن فارغ سابقًا لاستضافتهما.
استضافت حديقة الحيوانات هنري، وهو أسد بحر كاليفورنيا أعمى يبلغ من العمر 10 أعوام، عُثر عليه عالقًا على الشاطئ في مقاطعة هومبولت (كاليفورنيا) في عام 2010. في عام 2012، أُحضر إلى حديقة حيوان سان فرانسيسكو، عالجه الأطباء البيطريين من العمى.

### مشاريع بقاء الأنواع
تشارك حديقة حيوان سان فرانسيسكو في خطة بقاء الأنواع، وهو برامج حماية ترعاها جمعية حدائق الحيوان وحدائق الأحياء المائية. بدأ البرنامج في عام 1981 لأنواع مختارة في حدائق الحيوان وحدائق الأحياء المائية بأمريكا الشمالية حيث تتكاثر أحد الأنواع للحفاظ على مجموعات سكانية صحية ومستدامة ذاتيًا ومتنوعة وراثيًا ومستقرة ديموغرافيًا. حديقة الحيوان تشارك في أكثر من 30 برنامج خطة بقاء الأنواع، وتعمل على الحفاظ على الأنواع التي تتراوح من السلاحف المشعة في مدغشقر والزرافات الشبكية إلى وحيد القرن الأسود والغوريلا.